# Pfarrkirche Plank am Kamp

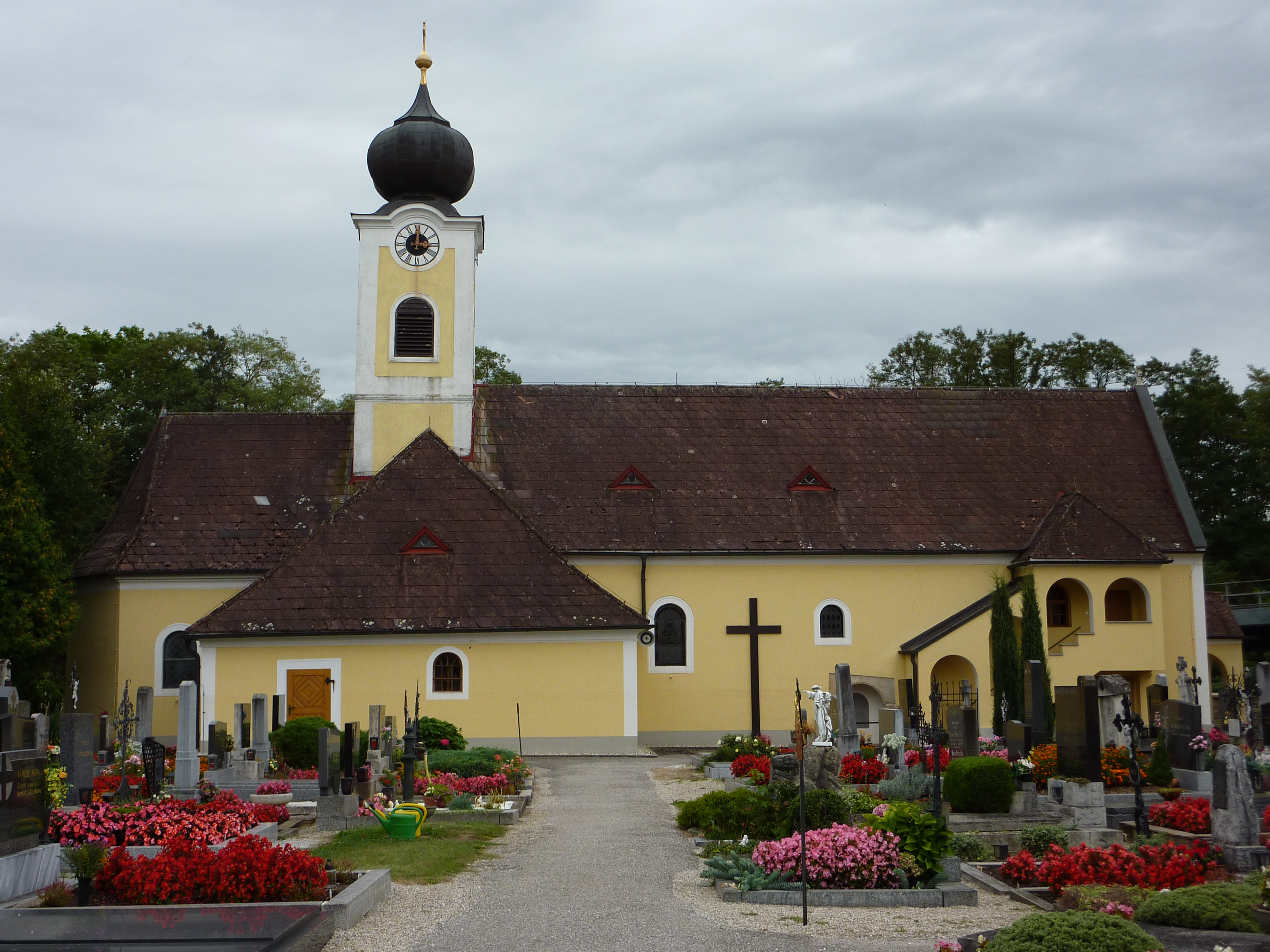
Katholische Pfarrkirche hl. Nikolaus in Plank am Kamp

Die Pfarrkirche Plank am Kamp steht direkt am Kamp westlich des Dorfes Plank am Kamp in der Marktgemeinde Schönberg am Kamp im Bezirk Krems-Land in Niederösterreich. Die dem Heiligen Nikolaus von Myra geweihte römisch-katholische Pfarrkirche gehört zum Dekanat Horn in der Diözese St. Pölten. Die Kirche und der Friedhof stehen unter Denkmalschutz (Listeneintrag).

## Geschichte
Urkundlich wurde 1267 eine Filiale von Gars am Kamp genannt. Im 14. Jahrhundert bestand ein Vikariat, mit 1476 eine Pfarre, und 1530 wieder eine Filiale von Gars am Kamp. 1783 wurde die Kirche zur Pfarrkirche erhoben.
1676 entstand unter Verwendung alter Teile ein Neubau der Kirche. Zahlreiche Überschwemmungen des Kampes führten zu Schäden an der Kirche, insbesondere 1803. 1935 erhielt die Kirche eine Orgelempore und einen Portalvorbau.

## Architektur
Der schlichte ungegliederte Kirchenbau mit einem Langhaus und einem polygonal geschlossenen Chor hat Rundbogenfenster aus 1676. Am Übergang vom Langhaus zum Chor sitzt ein Dachreiter mit Uhrengiebeln und einem Zwiebelhelm aus der zweiten Hälfte des 18. Jahrhunderts. Nördlich ist ein Sakristeianbau. Im Westen besteht ein Zubau aus 1935 mit einer Außentreppe zur Orgelempore, die Portalvorhalle ist mit 1935 bezeichnet. An der nördlichen Langhauswand wurden Reste eines romanischen Portales vom Ursprungsbau freigelegt.
Das Kircheninnere zeigt ein langgestrecktes Langhaus unter einer Flachdecke. Die Orgelempore wurde 1935 eingebaut. Der eingezogene Triumphbogen ist rundbogig. Der einjochige Chor hat einen Fünfachtelschluss, das Chorjoch hat ein Stichkappengewölbe, der Schluss hat stark geblähte Kappen mit angeputzten Graten. Die Glasmalereien hl. Nikolaus ist aus dem 19. Jahrhundert.
Nördlich der Kirche schließt ein ummauerter Friedhof an. Neben der Kirche führt eine Eisenbrücke um 1900 über der Fluss Kamp.

## Ausstattung
Der Hochaltar mit einem Tabernakelaufbau ist aus dem Ende des 18. Jahrhunderts. Der Taufstein aus Sandstein mit einem gebuckelten Becken auf einem Balusterfuß entstand in der zweiten Hälfte des 17. Jahrhunderts.
Ein Ölbild Heilige Familie, die Kreuzwegstationen, Seccomalerei in Stuckrahmungen malte Gustav Krämer (1946).
Die Orgel bauten die Gebrüder Mauracher (1948).